# جيمس ديفيدسون (أستاذ جامعي)
جيمس ديفيدسون (بالإنجليزية: James N. Davidson)‏ هو مؤرخ ثقافي ‏ بريطاني، ولد في 1964.